# Gnopharmia
Gnopharmia là một chi bướm đêm thuộc họ Geometridae.